# Лазаридис, Стэн
Стэн Лазаридис (англ. Stan Lazaridis; 16 августа 1972 года, Перт) — австралийский футболист, левый полузащитник. Известен по выступлениям за английские клубы «Вест Хэм Юнайтед» и «Бирмингем Сити», а также сборную Австралии.

## Клубная карьера
Профессиональную карьеру Лазаридис начал в австралийских клубах «Флорит Афина» и «Вест Аделаида». В 1995 году он покидает чемпионат Австралии и переезжает в Англию, где и провёл основную часть своей карьеры, играя за клубы «Вест Хэм Юнайтед» и «Бирмингем Сити». На закате карьеры Лазаридис в 2006 году вернулся в родной Перт, где стал игроком клуба «Перт Глори». В январе 2007 года в допинг-пробе Лазаридиса было обнаружено запрещённое вещество финастерид, в результате чего он получил дисквалификацию на 12 месяцев, вскоре после окончания дисквалификации он завершил карьеру.

## Карьера в сборной
В составе национальной сборной Лазаридис провёл 60 матчей, голами не отмечался. Принимал участие в ряде международных турниров, Кубке конфедераций 1997 года, Олимпийских играх 2000 года, Кубке конфедераций 2001 года и чемпионате мира 2006 года.

## Достижения
Сборная Австралии
- Победитель Кубка наций ОФК: 2000
- Финалист Кубка конфедераций: 1997